# Heribert Rau
Heribert Rau (født 11. februar 1813 i Frankfurt a.M., død 26. september 1876 sammesteds) var en tysk forfatter. 
Rau var først købmand, studerede derpå 1844—46 teologi i Heidelberg og blev præst ved den tysk-katolske menighed i Stuttgart, senere 1849—56 i Mannheim, hvor han på grund af agitation og sin tendensroman Die Pietisten blev afskediget. I 1868 fik han et nyt præstekald i Offenbach. Han har vundet sig navn som kulturhistorisk romanforfatter. Hans helte var store komponister, statsmænd og digtere. Blandt hans bøger kan nævnes romanerne Mozart (1858), Beethoven (1859), William Shakespeare (1864), Garibaldi, endvidere Leiden und Freuden eines Commis Voyageur og digtsamlingen Liederfrühling (1878).